# Benjamin Jowett
Pour les articles homonymes, voir Jowett.
Œuvres principales
- The Republic (1888)

Benjamin Jowett, né le 15 avril 1817 à Camberwell et mort le 1er octobre 1893 à Alton, est un écrivain anglais. Il est considéré comme un des plus grands enseignants du XIXe siècle. Il était renommé pour ses traductions de Platon. Il a étudié à la St Paul's School de Londres et Balliol College.

## Biographie
Benjamin Jowett est né à Camberwell, Londres.

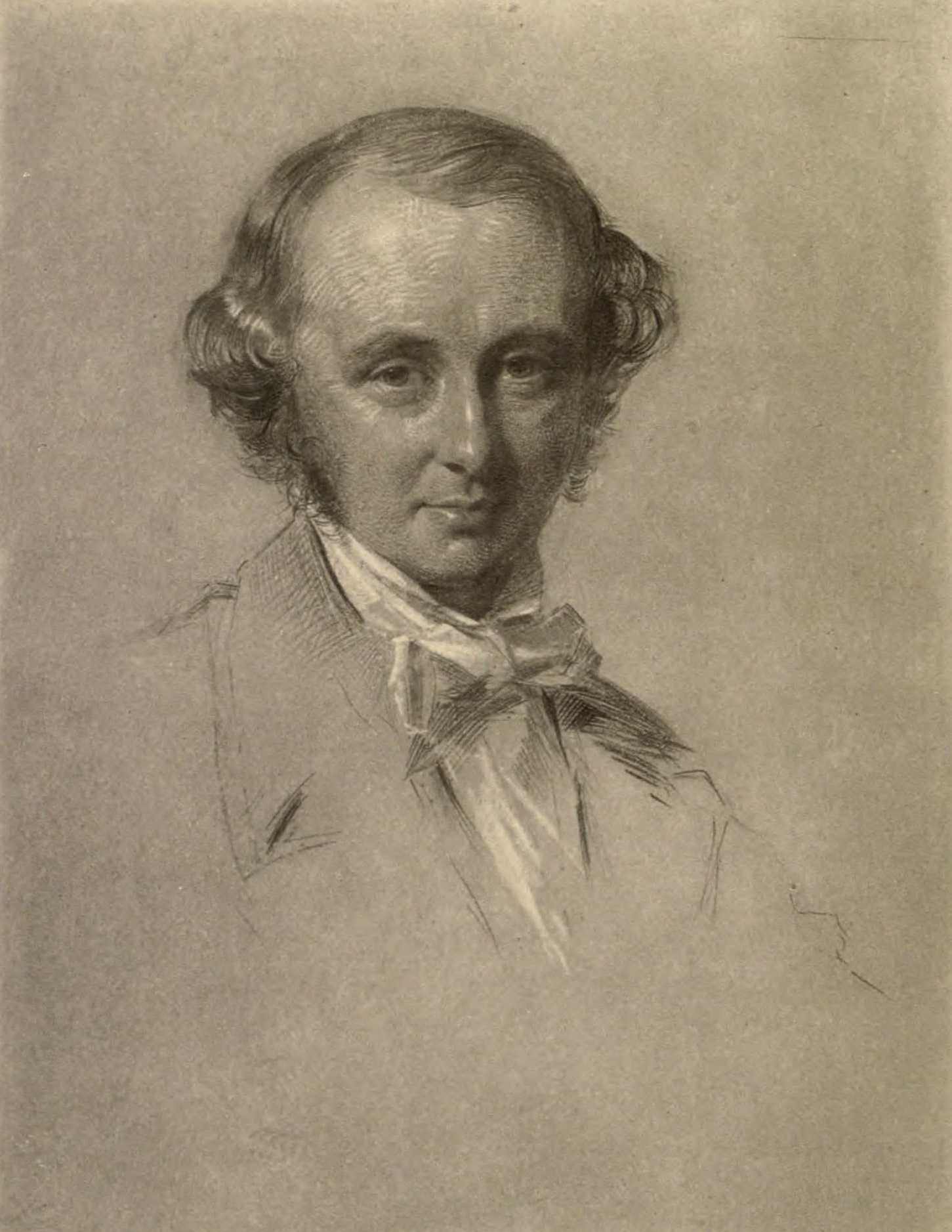
Benjamin Jowett par George Richmond en 1854.

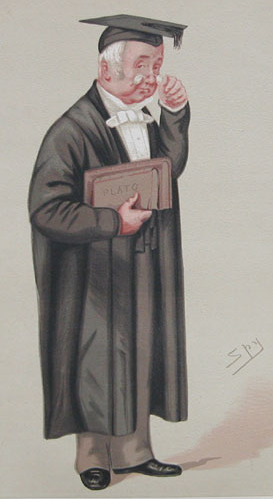
Benjamin Jowett par Sir Leslie Ward, 'Spy' en 1876.

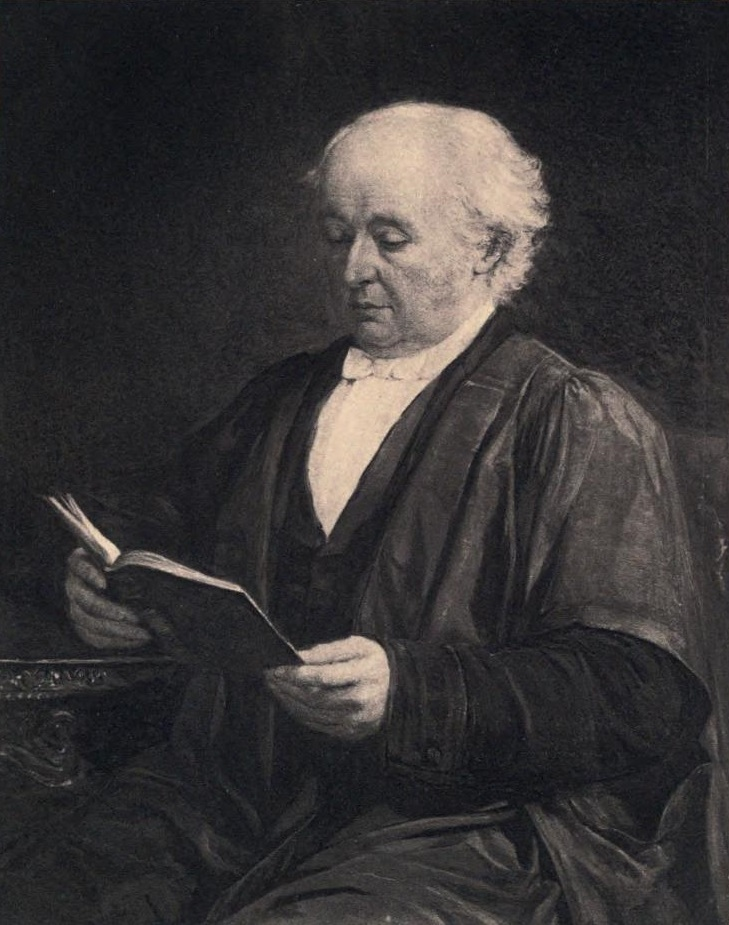
Benjamin Jowett.

## Publications
- (en) Benjamin Jowett, Thucydides Translated Into English, vol. 1, Clarendon Press, 1881 (lire en ligne)
- (en) Benjamin Jowett, Thucydides Translated Into English, vol. 2, Clarendon Press, 1881 (lire en ligne)